# Hindlingen
Hindlingen (französisch Entreigne) ist eine französische Gemeinde mit 631 Einwohnern (Stand 1. Januar 2022) im Département Haut-Rhin in der Region Grand Est (bis 2015 Elsass).

## Geografie
Die Gemeinde Hindlingen im Sundgau liegt im Tal der Largue, acht Kilometer nördlich der Schweizer Grenze und 23 Kilometer östlich von Belfort zwischen Friesen im Südosten und Strueth im Nordwesten.

## Geschichte
Bei Ausgrabungen wurden Funde aus der Jungsteinzeit gemacht, die beweisen, dass das Gemeindegebiet damals besiedelt war. 735 wurde die Gemeinde zum ersten Mal urkundlich als Chuntilingas („bei Huntilos Leuten“) erwähnt. Die Ortsnamenendung -ingen deutet darauf hin, dass der Ort bereits bei der alemannischen Landnahme gegründet wurde. Bis 1324 gehörte der Ort zur Grafschaft Pfirt und kam dann mit der Hochzeit der Johanna von Pfirt mit Albrecht II. von Österreich an Habsburg. 1648 gelangte Hindlingen im Westfälischen Frieden an die französische Krone. Von 1871 bis 1918 gehörte es zum Reichland Elsass-Lothringen. Im Ersten Weltkrieg wurde Hindlingen teilweise zerstört.

### Bevölkerungsentwicklung
| Jahr      | 1962 | 1968 | 1975 | 1982 | 1990 | 1999 | 2007 | 2017 |
| --------- | ---- | ---- | ---- | ---- | ---- | ---- | ---- | ---- |
| Einwohner | 247  | 305  | 313  | 361  | 407  | 432  | 599  | 636  |

In den knapp 50 Jahren von 1968 bis 2001 hat sich die Einwohnerzahl Hindlingens mehr als verdoppelt.

## Kultur und Sehenswürdigkeiten
- Die Kirche Sainte-Anne wurde um 1900 in neuromanischen Formen erbaut. Bis zum Bau dieser Kirche gehörte Hindlingen zur Pfarrei von Friesen. Allerdings stand an ihrer Stelle zuvor eine gotische Kapelle, die vor 1441 gebaut worden war.
- Trotz der Kriegszerstörungen des Ersten Weltkriegs haben sich eine ganze Anzahl guter Fachwerkbauten erhalten. Neben den Häusern in Rähmbauweise gibt es noch einige in der altertümlicheren Ständerbauweise. Beim Haus Rue Principale Nr. 17 sprechen die Ständerbauweise, die hauswandhohen Streben, das weitabständige, nicht verstrebte Fachwerk der östlichen Traufseite und die kleinen Fenster für das hohe Alter des Hauses. In der Rue Principale sind z. Bsp. auch Nr. 26 und 29 Ständerbauten, wobei Nr. 26 an der südlichen Traufseite eine Rähmkonstruktion besitzt.
- Das Rathaus wurde 1845 erbaut, damals diente es zugleich als Dorfschule.[2]
- Storchengehege
- Der Radfahrweg auf der alten Bahnstrecke von Seppois-le-Bas nach Dannemarie.[3]

|  |  |

## Wirtschaft
Das Bild der Gemeinde ist von Wald, Wiesen, Ackerland und Teichen geprägt. Haupterwerbszweige sind Forstwirtschaft, Ackerbau, Obstbau und die Zucht von Fischen und Hausrindern.